# گمینا بروک
گمینا بروک (به لهستانی:  Gmina Brok) یک گمینا در لهستان است که در شهرستان اوستروف مازوویتسکا واقع شده‌است. گمینا بروک ۱۱۰٫۲۱ کیلومتر مربع مساحت و ۲٬۹۲۱ نفر جمعیت دارد.